# Michael Chopra
Michel Chopra (Nacido el 23 de diciembre de 1983) es un futbolista inglés,de origen hindú, que juega actualmente para el Alloa Athletic de la Scottish Football League Championship. Debutó profesionalmente en el año 2002, con el equipo Newcastle United, a los 18 años de edad.
Chopra mide 173 cm de altura y pesa 65 kg. Jugó en el Cardiff City, equipo que milita en Npower Championship de Inglaterra tras perder el partido de ascenso a Premier con el Blackpool FC, actualmente juega en el Ipswich Town.

## Selección nacional
Ha sido internacional con la Selección de fútbol de Inglaterra Sub-21.

## Clubes
| Club              | País       | Año       |
| ----------------- | ---------- | --------- |
| Newcastle United  | Inglaterra | 2002-2003 |
| Watford FC        | Inglaterra | 2003      |
| Newcastle United  | Inglaterra | 2003-2004 |
| Nottingham Forest | Inglaterra | 2004      |
| Newcastle United  | Inglaterra | 2004      |
| Barnsley FC       | Inglaterra | 2004-2005 |
| Newcastle United  | Inglaterra | 2005-2006 |
| Cardiff City      | Inglaterra | 2006-2007 |
| Sunderland AFC    | Inglaterra | 2007-2008 |
| Cardiff City      | Gales      | 2008      |
| Sunderland AFC    | Inglaterra | 2009      |
| Cardiff City      | Gales      | 2009-2011 |
| Ipswich Town      | Gales      | 2011-     |